# 捷太格特Stings愛知
捷太格特Stings愛知（日语：ジェイテクトSTINGS愛知）是位於日本愛知縣刈谷市的男子排球隊。球隊成立於1958年，擁有者為捷太格特。球隊於2013-14年賽季加入V.LEAGUE DIVISION1，隨著聯賽改革轉移至SV聯賽，前稱為捷太格特Stings。

## 歷史
- 1958: 球隊以豐田工機排球俱樂部為名成立。
- 2002: 俱樂部晉級V1聯賽 (後來更名為挑戰聯賽)。
- 2006: 俱樂部更名為捷太格特Stings
- 2010: 俱樂部首度於挑戰聯賽奪冠。
- 2013: 俱樂部在擊敗大分三好白鷲後，晉級V超級聯賽 (後來更名為V聯賽1級)[1][2][3]。
- 2020: 2019-20年賽季，俱樂部奪得V聯賽1級冠軍，也是隊史首冠[4]。

## 榮耀
V聯賽1級 (最高級聯賽)
- 冠軍(1): 2019-20[5][6][7]

V1聯賽/V挑戰聯賽
- 冠軍(3): 2009-10、2010–11 and 2012–13
- 亞軍(1): 2011-12

天皇杯・皇后杯
- 冠軍(2): 2020-21、2022-23[8][9][10]
- 亞軍(1): 2013-14

國民體育大會
- 冠軍(1): 2009

## 選手・職員(2024-25)

### 選手
◎S：舉球員（Setter）、OH：主攻手（Outside Hitter）、MB：快攻手（Middle Blocker）、OP：舉球員對角（Opposite）、L：自由球員（Libero）。

### 職員
2024/25球季職員名單：
| 職稱         | 姓名                 | 備註 |
| ------------ | -------------------- | ---- |
| 部長         | 神谷和幸             |      |
| 副部長       | 宮下和広             |      |
| 副部長       | 長井浩二             |      |
| 總經理（GM） | 早野容司             |      |
| 總教練       | Michał Mieszko Gogol |      |
| 教練         | 豊田昇平             |      |
| 教練         | 阿部純也             |      |
| 分析師       | 吉田拓馬             |      |
| 主任防護員   | 小林正和             |      |
| 醫療防護員   | 市毛賢二             |      |
| 翻譯         | 石井純               |      |
| 經理         | 江頭広樹             |      |

## 知名選手
- 泉川正幸
- 高橋慎治 （現為職員）
- 古田史郎
- 高橋和人
- 中根聡太
- 浅野博亮
- 伏見大和 （現為名古屋狼犬球員）
- 柳田將洋 （現為東京Great Bears （页面存档备份，存于）球員）
- 關田誠大 （現為三得利太陽鳥球員）
- 西田有志 （現為大阪BLUTEON球員）
- 宮浦健人 （現為名古屋狼犬球員）
- 興梠亮
- Ndaki Mboulet
- Fernando Hernández Ramos
- Matey Kaziyski
- 饒書涵
- Luiz Felipe Fonteles
- Torey DeFalco
- Ricardo Lucarelli

## 外部連結
- 捷太格特Stings （页面存档备份，存于）